# Trasporti in Turchia
Questa voce raccoglie le principali tipologie di trasporti in Turchia.

## Trasporti su rotaia

### Rete ferroviaria
In totale: 8.607 km (dati 1999)
- Scartamento normale (* Collegamento a reti estere contigue
  - assente
    - con cambio di scartamento (1435/1524 mm): Armenia (Linea Kars Gyumri Akhalkalaki, chiusa dal 1993)

  - presente
    - con stesso scartamento: Bulgaria, Grecia e Siria

  - in ricostruzione
    - con cambio di scartamento (1524/1435 mm): Georgia.

### Reti metropolitane
La metropolitana è presente ad Ankara, Bursa, Istanbul e Smirne, mentre è in costruzione ad Adana.

### Reti tranviarie
Il servizio tranviario è tornato a solcare le vie di Istanbul con la gestione dello İETT: nel 1990 dal lato europeo e nel 2003 da quello asiatico.
Le seguenti città dispongono di tram snodati per linee di metropolitana leggera: Istanbul, Ankara, Eskişehir, Konya, Antalya e Kayseri (in costruzione).

## Trasporti su strada

### Rete stradale
In totale: 382.397 km (dati 1999)
- asfaltate: 95.599 km, 1.726 dei quali appartenenti a superstrade
- bianche: 286.798 km.

### Reti filoviarie
Attualmente in Turchia non esistono bifilari; in passato gestivano filobus le città di Ankara (1946-1981), Istanbul (1961-1984) e Smirne (1954-1992), con presenza anche di vetture costruite in Italia.

### Autolinee
Nella città di Istanbul, lo İETT espleta il servizio di trasporto pubblico; in tutte le altre zone abitate della Turchia sono presenti aziende pubbliche e private che gestiscono trasporti - urbani, suburbani, interurbani e turistici - esercitati con autobus.

## Trasporti aerei

### Aeroporti
In totale: 118 (dati 1999)
a) con piste di rullaggio pavimentate: 82
- oltre 3047 m: 16
- da 2438 a 3047 m: 27
- da 1524 a 2437 m: 18
- da 914 a 1523 m: 16
- sotto 914 m: 5

b) con piste di rullaggio non pavimentate: 36
- oltre 3047 m: 0
- da 2438 a 3047 m: 0
- da 1524 a 2437 m: 1
- da 914 a 1523 m: 9
- sotto 914 m: 26.

### Eliporti
In totale: 2 (dati 1999)

## Idrovie
La Turchia dispone di 1.200 km di acque interne (dati 1996)

### Porti e scali

#### Sul Mar Nero
- Hopa
- Samsun
- Trebisonda
- Zonguldak

#### Sul Mar Egeo
- Smirne

#### Sul Mar Mediterraneo
- Alessandretta
- Mersin
- Antalya

#### Sul Mar di Marmara
- Gemlik
- Istanbul
- İzmit